# La resurrección de Cristo (Rafael)
La resurrección de Cristo, conocida también como Resurrección Kinnaird por haber formado parte de la colección de Lord Arthur Fitzgerald Kinnairdrthshire, es una pintura al óleo sobre tabla atribuida al maestro del renacimiento italiano Rafael Sanzio. Es, posiblemente, una de las primeras obras del artista, hecha entre 1501 y 1502 en pequeño formato (52 cm x 44 cm). Es probable que sea uno de los elementos de una predela que podría haber formado parte del Retablo Baronci, primer encargo documentado de Rafael y que quedó seriamente dañado tras un terremoto ocurrido en 1788; sus fragmentos se encuentran dispersos en varios museos.
En esta obra temprana se puede observar el dramatismo complicado y compositivo del las personas que contribuyeron en esto, en oposición al poético que empleaba su maestro Pietro Perugino. Está hecha con gran racionalidad mediante una compleja e ideal geometrización que une todos los elementos de la escena y les confiere una peculiar animación rítmica, al hacer participar a todos sus personajes en una única «coreografía». Es posible percibir en la obra la influencia estética de Bernardino di Betto y Melozzo da Forlì, aunque la orquestación espacial de la obra, tendente al movimiento, permite suponer el conocimiento por el artista del arte florentino de su tiempo.
La obra, cuya autoría ha tardado en concretarse por parte de la crítica, fue adquirida por el Museo de Arte de Londres en 1964. Pietro Maria Bardi, entonces director del museo, la consideró obra de Rafael basándose en la existencia de dos estudios preparatorios para la composición, lo que inició un acalorado debate sobre su autoría. Posteriormente, la atribución a Rafael ha sido generalmente aceptada por la crítica experta. Es la única obra del artista conservada en el Hemisferio Sur.

## Iconografía

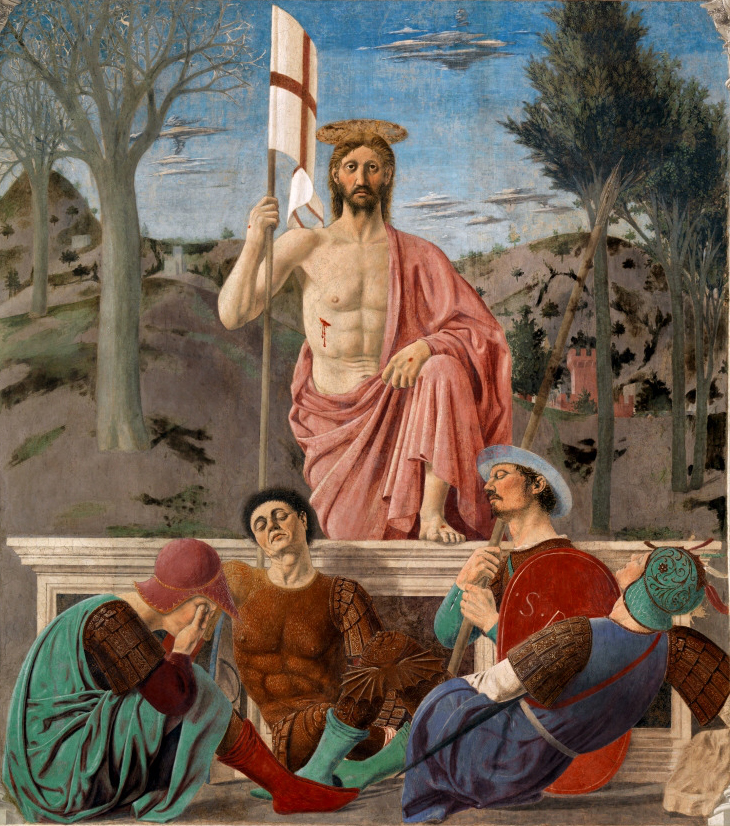
La resurrección de Cristo, según la interpretación que realizó Piero della Francesca en 1463, unos cuarenta años antes.

La Resurrección de Jesús es el acontecimiento clave de la doctrina cristiana y su teología. De acuerdo con el Nuevo Testamento, Jesús fue crucificado, muerto y sepultado en una tumba, y resucitó tres días más tarde.
Las figuras de esta obra están resueltas siguiendo el recurso estético del hieratismo. Este método consiste en representar el tema acentuando la majestuosidad y rigidez así como eliminando aquellos aspectos que puedan suponer proximidad y cercanía afectiva de los personajes. Desde la antigüedad era habitual en representaciones divinas y se aprecia, sobre todo, en la emblemática figura de Cristo. En el cristianismo su empleo se remonta a las representaciones artísticas de la Alta Edad Media, documentadas a partir del siglo III. En el arte paleocristiano, la iconografía de Jesús se centraba casi exclusivamente en la figura de Cristo como el «buen pastor». El enriquecimiento de la cultura iconográfica cristiana después de la promulgación del Edicto de Milán permitió la ampliación de los ciclos narrativos.
En la Baja Edad Media, la figura de Cristo como el «buen pastor» fue sustituida progresivamente por la del «cordero del sacrificio», abriendo espacios a las representaciones del episodio de la resurrección. La fuente principal del tema era el Evangelio de Juan (20, 21), en el que se narra el fenómeno de la resurrección y la aparición de Jesús a María Magdalena:

...María Magdalena fue de mañana, siendo aún oscuro, al sepulcro, y vio quitada la piedra del sepulcro...Entonces entró también el otro discípulo que había venido... y vio, y creyó, pues aún no habían entendido la Escritura: que era necesario que él resucitara de los muertos... María estaba fuera llorando junto al sepulcro; mientras lloraba, se inclinó para mirar dentro del sepulcro, y vio a dos ángeles con vestiduras blancas...
Evangelio de Juan, 20.

La escena del Cristo resucitado sosteniendo el estandarte de la resurrección y elevándose sobre un sarcófago en presencia de cuatro soldados —retratados inconscientes, fascinados o espantados por el fenómeno que contemplaban—, se convirtió en algo relativamente frecuente en la cultura pictórica del Renacimiento; artistas como Perugino y Piero della Francesca lo habían pintado de esta forma anteriormente, y además también se hizo fuera de Italia, por ejemplo, en obras de Matthias Grünewald y Albrecht Altdorfer, en Alemania.
La Resurrección de Cristo es la única representación de este tema conocida de Rafael. En su último año de vida, el artista recibió el encargo de una escena nocturna de resurrección para decorar la capilla funeraria de Agostino Chigi, importante personaje del Renacimiento, en Santa Maria della Pace, Roma. Debido a la muerte precoz del artista, a los 37 años, esta obra no fue realizada, aunque se conservan algunos de sus estudios para la encomienda.

## Contexto general

### La juventud de Rafael y sus primeras obras
Rafael Sanzio nació en Urbino, en la región de Marcas, en 1483. Hijo de Giovanni Santi, poeta y pintor de la corte de Urbino, recibió de su padre las primeras lecciones de dibujo y pintura. Según Vasari, su padre decidió enviarlo como aprendiz al taller de Pietro Perugino, un artista muy respetado de la región de Umbría aunque esta cuestión es debatida por la historiografía actual. Se sabe que su madre falleció en 1491 y su padre tres años después, quedando Rafael huérfano a los once años. Es generalmente aceptada la hipótesis de que el pintor se encontraba en Perugia alrededor del año 1500, trabajando como ayudante de Perugino en su taller. Esto respalda la evidente influencia ejercida por la estética de Perugino en sus obras de juventud con composiciones y técnicas pictóricas similares.
Perugino tuvo un gran éxito como artista y como empresario; dirigía un gran y prolífico taller, con decenas de asistentes que atendían la creciente demanda de su círculo de compradores. Normalmente los pedidos recibidos eran ejecutados en un proceso colaborativo, cuyas fases de trabajo eran distribuidas entre el maestro y sus discípulos. El proceso se iniciaba con la creación de bocetos compositivos y de los estudios de detalles, pasando a la creación de cartones para la transferencia y, por último, la aplicación del dibujo en el soporte (paneles de madera, telas, paredes) y la propia ejecución pictórica. Cuando el encargo era un retablo para una capilla o iglesia, era bastante frecuente que el maestro dejase que sus discípulos realizaran el friso inferior del retablo, la «predela», con escenas accesorias a la del panel principal.
| |                                                      |                                                    |
| Pietro Perugino (1481-83) Cristo entregando a san Pedro las llaves. | Pietro Perugino (1500-1504) Matrimonio de la Virgen. | Rafael Sanzio (1504) Los desposorios de la Virgen. |
| Los dos cuadros de El Perugino inspiraron el de Rafael. Pero este se aparta del tipo de composición de Perugino, en forma de planos sucesivos desarrollados horizontalmente, característicos del Quattrocento. Rafael plantea una composición circular, ampliando las figuras, elevando la perspectiva y reformulando los elementos arquitectónicos. |                                                      |                                                    |

A los 16 o 17 años (1499-1500), Rafael recibió sus primeros encargos independientes para la vecina ciudad de Città di Castello. Poco tiempo después se estableció como maestro: su primer encargo documentado fue el retablo de San Nicolás de Tolentino,—llamado también retablo Baronci por estar realizado para la capilla de la familia Baronci — de la iglesia de San Agustín en Città di Castello cerca de Urbino. En los años siguientes, además de otros retablos, como los de Mond (1502-1503), Oddi (1502-1504) y Colonna (1504-1505), Rafael pintó un considerable número de pequeños cuadros de retratos, vírgenes con niños, temas religiosos y mitológicos, destinados al uso privado.
Todas esas obras de Rafael muestran una fuerte influencia de Perugino, tanto en la composición como el tratamiento pictórico. Sin embargo, es igualmente apreciable en estas obras un tímido pero progresivo distanciamiento de la vertiente estética de su maestro, mediante la incorporación de elementos inspirados en las obras de Luca Signorelli y Pinturicchio, artistas consagrados de la región y rivales de Perugino. Este es un patrón de comportamiento frecuente en la obra del pintor según Christof Thoenes:

[...] (Rafael) hará suyo lo que saben otros, pero no para repetirlo, sino para llegar más allá. Se trata no de hacer otra cosa, sino de hacerla mejor; por nuevos caminos llega a comprender mejor lo que quería su predecesor.
Christof Thoenes.

### Fecha de ejecución e influencias

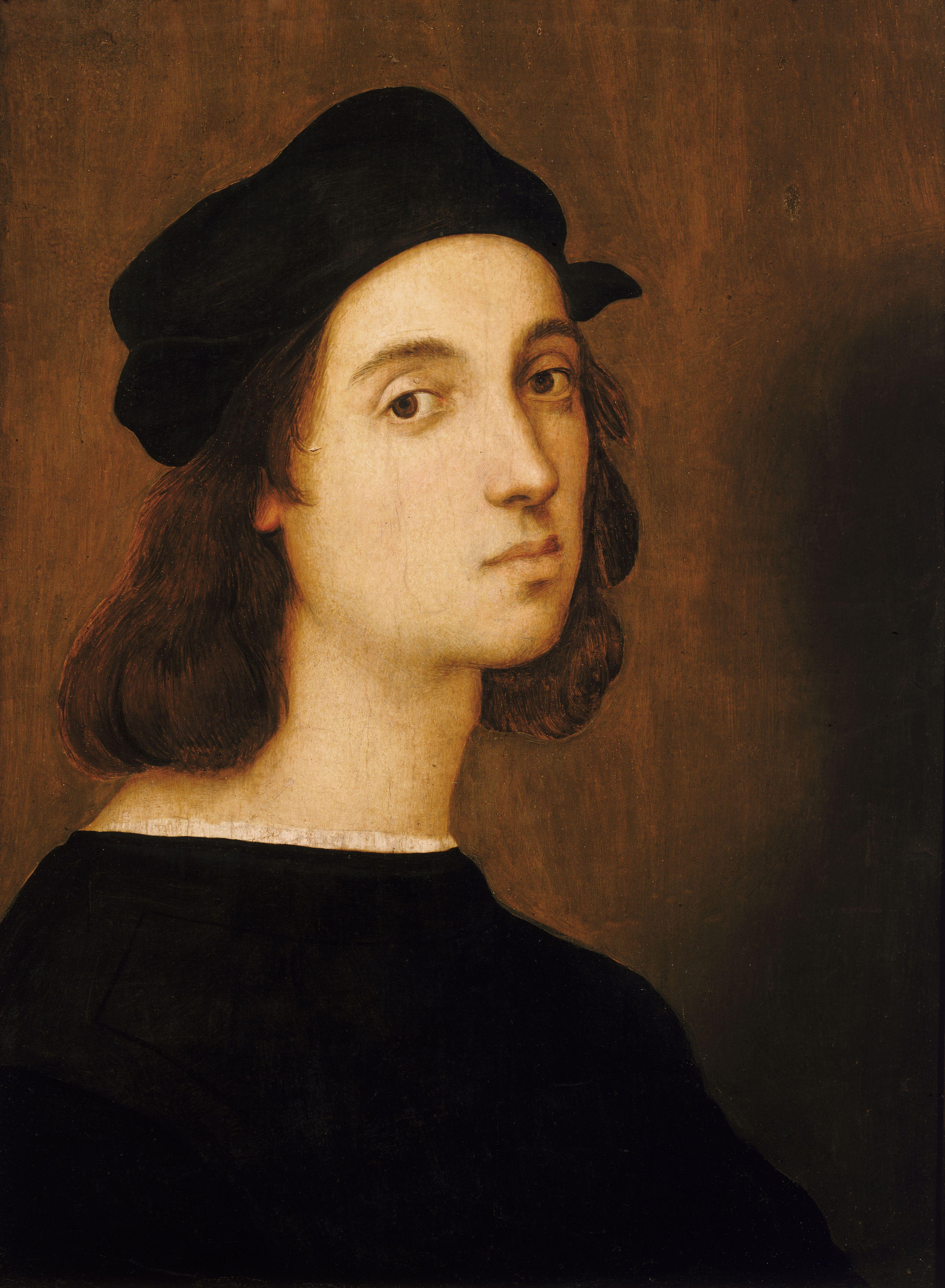
Autorretrato de Rafael Sanzio (1483-1520), maestro del Renacimiento italiano y pintor de La Resurrección de Cristo.

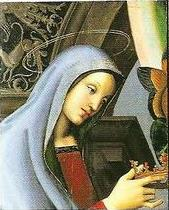
Virgen pintada por Rafael para el Retablo Baronci, cuyo parecido con la María Magdalena de la Resurrección, ha hecho pensar que este último cuadro formaba parte de dicho retablo.

No se sabe cuándo fue producida la Resurrección de Cristo. Según William Suida, se realizó entre los años 1502-1503. Roberto Longhi y Pierluigi De Vecchi adelantaron la fecha a los años 1501-1502. Ettore Camesasca argumentó que la obra data de la más densa fase perugiana de Rafael entre 1499 y 1500. De cualquier forma, existe consenso sobre el hecho de que la obra es uno de los primeros óleos conocidos del artista, lo que se ve confirmado por la cronología de dos estudios preparatorios para la obra, datados en 1499 y 1503.
Rafael no escribió nada sobre su arte y son raros los registros documentados sobre su producción, lo que hace difícil determinar la motivación de la creación de la obra. Por su pequeño tamaño (52 x 44 cm) es probable la hipótesis de que fuera un elemento de una predela desconocida, posiblemente realizada por Rafael como complemento de un retablo encargado al taller de Perugino. No se debe descartar la posibilidad de que la Resurrección de Cristo sea una obra independiente, tal vez uno de los primeros cuadros de pequeño formato para uso privado. En 1955, William Suida  descifró uno de los epígrafes que se encontraban en el reverso de la Resurrección, reconociendo el nombre de Gioacchino Mignanelli, miembro de una importante familia de Siena, por tanto pudo ser el primer propietario de la obra.
Para Roberto Longhi, la Resurrección de Cristo es una de las obras del Retablo Baronci, el primer encargo que se le encomendó a Rafael, solicitado por la familia Baronci. La obra fue destruida parcialmente por un terremoto en 1789, y cuatro de sus partes se encuentran dispersas por museos de Europa. La asociación se basa en las similitudes entre las figuras de María Magdalena en el panel del Museo de Arte de São Paulo y la de la Virgen María del citado retablo.

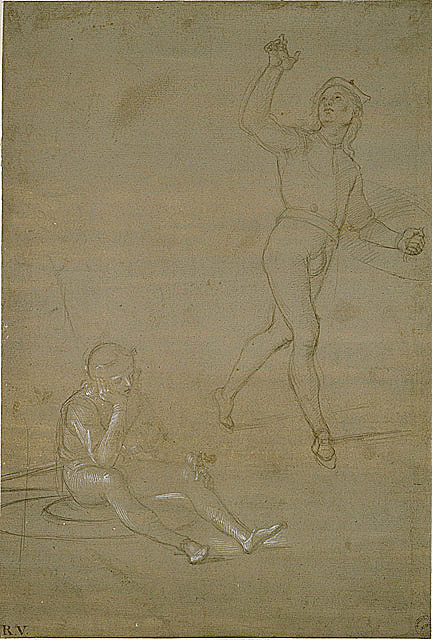
Rafael Sanzio. Bosquejo de dos soldados para La Resurrección de Cristo. Museo de Ashmolean, Oxford.

Los aspectos formales y estilísticos de este óleo confirman las conexiones entre la obra de Rafael y la de Perugino. La Resurrección de Cristo guarda muchas similitudes con otra Resurrección de Cristo, encargada a Perugino por la Iglesia de San Francisco, en Perugia, y actualmente conservada en los Museos Vaticanos. Es posible que el joven aprendiz pretendiera reinterpretar el estilo de su maestro, como hizo otras veces a lo largo de su carrera como pintor; esto puede apreciarse en su célebre obra Los desposorios de la Virgen, en la que retomó el estilo de Perugino «ampliando más las figuras», elevando la perspectiva y reformulando los elementos arquitectónicos.
En la Resurrección de Rafael, sin embargo, es perceptible la preocupación por el movimiento y por la orquestación compositiva, lo que parece indicar el conocimiento del arte florentino. La obra es uno de los primeros trabajos en los que se aprecian las tendencias de su estilo durante su larga producción: la táctica de incorporar y reinterpretar la estética de otros maestros y la preocupación por el equilibrio y por la animación rítmica de sus composiciones, son factores que lo apartaron gradualmente de la influencia de Perugino.

### Estudios preparatorios
Para el trabajo en cuestión, parece que Rafael ejecutó al menos tres dibujos preliminares, dos esbozos de los soldados y uno de la figura de Cristo. Los esbozos de los soldados se conservan en el Museo Ashmolean de Oxford, y fueron atribuidos a Rafael en 1870 por John Charles Robinson, opinión aceptada de forma prácticamente unánime por los especialistas. Datados entre 1499 y 1503, fueron inicialmente considerados como estudios preparatorios para la anteriormente mencionada Resurrección de Cristo de Perugino, en la cual es muy probable una colaboración importante de Rafael. En 1927, Regteren van Altena relacionó los dos dibujos de Oxford con la Resurrección de Cristo, lo que más tarde le proporcionaría a Pietro Maria Bardi la evidencia suficiente para considerar la atribución de la obra a Rafael, dando así inicio a un intenso debate acerca de la función de sus dibujos. Un tercer dibujo, con estudios para la figura de Jesucristo, se conserva en la Biblioteca Olivariana, en Pésaro; firmado por el pintor, este fue recientemente atribuido por Anna Forlani Tempesti, que lo relacionó inmediatamente con la Resurrección de Cristo.

## La obra

### Descripción
El cuadro presenta a Cristo levitando sobre un sarcófago adornado con delfines dorados; los guardianes, trazados con una singular mezcla de colores fuertes y brillantes, se contorsionan de espanto al presenciar el fenómeno sagrado, en marcado contraste con la presencia y la tranquilidad lineal del Mesías que se yergue en la parte central de la obra. Rafael utilizó el dibujo y la simetría para crear un ambiente complejo y ampliamente detallado, al tiempo que se esforzó en garantizar que todos los pormenores de la composición condujesen la mirada del espectador hacia la figura de Cristo.
| Resurrección de Perugino (1499). | Resurrección de Rafael (1499-1502). |
| | |
| La composición y las figuras se ordenan en sucesivos planos horizontales, aspecto característico del Quattrocento. Sus personajes dulces y serenos en paisajes tranquilizadores se pusieron de moda e influyeron decisivamente en su discípulo. | Aunque existe una gran similitud entre las dos obras, Rafael se fue distanciando poco a poco y superando los esquemas compositivos de su maestro. En esta época comenzó a desarrollar su propio lenguaje totalmente personal. |

El equilibrio de la obra se obtiene mediante la geometrización ideal de la composición: el rectángulo central de la tumba se expande en otro, que circunscribe a los cuatro soldados. La posición diagonal de la tapa del sarcófago, a su vez, traza varias líneas que vinculan los personajes, tanto en el sentido de la diagonal como en el horizontal. La animación rítmica de la imagen se obtiene con el gesto que realiza el soldado sentado en la parte inferior derecha, levantando la mano izquierda ante Cristo, como si la orquestación compositiva correspondiese a un único movimiento. La pequeña escala de la obra parece agrandarse por la disposición de los personajes en una configuración espacial que parece dilatar la composición.

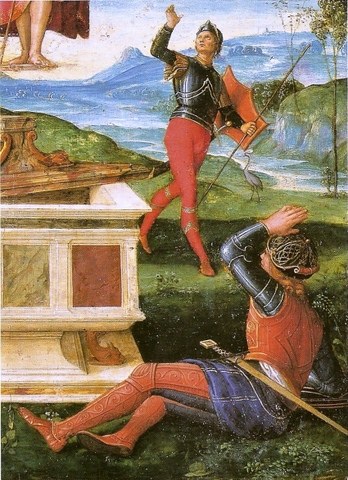
Detalle de dos soldados de la Resurrección Kinnaird. El del fondo se dispone torsionado casi en espiral y existe un dibujo preparatorio del mismo.

Esta singular habilidad en el manejo estructural de la composición es evidente también en el análisis individual de las figuras que componen la escena; el guardián situado de pie a la derecha fue pintado a partir de dos dibujos preparativos conservados en el Museo Ashmolean de Oxford, elaborado en una «agradable espiral ascendente». Ese efecto espacial se obtiene por medio de la torsión de la pierna y la cintura del personaje, movimiento que se completa con el alzamiento del brazo opuesto y la rotación de la cabeza, que fija su mirada en el Cristo resucitado. Este se encuentra en la mitad superior del panel, exactamente sobre el eje vertical central del cuadro. En este intrincado juego estructural se percibe claramente la mano de Rafael, como observa Juliana Barone:

Se trata de una cualidad esencialmente coreográfica ya evidente en el personaje del asesino de la «Predela Raleigh». posteriormente se desarrolla más en el Arcángel San Miguel (Louvre, Paris) y se maximiza en la figura de Heliodoro (Expulsión de Heliodoro del Templo...). La preocupación con el punto de equilibrio entre la figura y el espacio circundante, traducida en una leve y graciosa estructura estelar, es una cualidad típicamente rafaelesca, ajena al universo umbro, como ajena a ese universo es también la pronunciada perspectiva de la tumba, en fin, la orquestación espacial de la obra.
Juliana Barone.

### Aspectos formales y estilo
La vinculación de la Resurrección de Cristo con los dibujos conservados en el Museo Ashmolean de Oxford fomentó el debate sobre la posibilidad de participación de Rafael en las obras de Pietro Perugino, al evidenciar la proximidad estilística entre la obra de Rafael y la Resurrección del Vaticano de su maestro. A estas dudas, se sumaron otras obras del mismo tema, de evidente inspiración peruginiana, como la predela del políptico de La Ascensión de Cristo, en el Museo de Ruan.
El ambiente artístico de Perugia está presente en diversos elementos de la pintura, especialmente en la decoración de la obra. Son evidentes las «divagaciones técnicas» tomadas de los maestros de Umbría, comenzando por la intensa luminosidad del panel, remarcada por el uso de colores fuertes y brillantes. Pinturicchio y Melozzo da Forlì parecen haber proporcionado la inspiración para los trabajados adornos que cubren la tapa del sarcófago y las armaduras de los soldados. La preocupación por el dominio del escorzo (sobre todo en el sarcófago) y la granulación luminosa de la vegetación son también tributarias de la poética de Pinturicchio.
La Resurrección de Cristo presenta también una serie de características singulares, tanto en la construcción individual de los personajes como en la composición de la escena, que denotan un alejamiento de la influencia de su maestro.
Estudios recientes apuntan que la obra evidencia cierto conocimiento por parte de Rafael del ambiente artístico florentino, observable especialmente en las afinidades entre el Cristo de la Resurrección de Cristo y el de Luca della Robbia en Santa María del Fiore (inspirado, a su vez, en el Cristo de la Resurrección Careggi, atribuido al taller de Verrocchio, actualmente en el Museo de Bargello). De igual forma, los ángeles de la obra de Rafael parecen poseer una cierta semejanza con dos modelos en terracota de Verrocchio, conservados en el Museo de Louvre y con los ángeles presentes en el retablo de Sala degli Otto, realizados por Filippino Lippi (Galleria degli Uffizi, Florencia).

## Autoría

### De Von Bode a Berenson

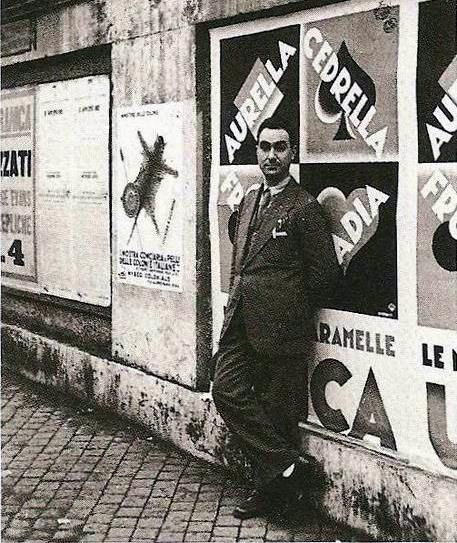
Pietro Maria Bardi fue, con Assis Chateaubriand, fundador del Museo de Arte de São Paulo. A él se atribuye el haber alentado la compra de la Resurrección de Rafael para este museo y contribuyó en los trabajos que determinaron la autoría de Rafael de la obra.

La más antigua referencia conocida que vincula la Resurrección de Cristo a Rafael partió de Wilhelm von Bode, en 1880. El historiador alemán escribió una carta a Giovanni Cavalcaselle informándole que había visto una pintura en la colección de Lord Arthur Fitzgerald Kinnaird, en Rossie Priory (Perthshire), en Escocia. Cavalcaselle anotó la información recibida de von Bode en su Raffaello, de 1884. Sin conocer la pintura, prefirió no tomar partido en cuanto a la atribución.
En 1921, Umberto Gnoli sugirió el nombre de Mariano di Ser Austerio como el del posible autor de la obra, atribución que retiró en 1923. Poco tiempo después, tras una visita a Rossie Priory, Regteren van Altena tomó conocimiento de la obra; en una conversación con Oskar Fischel, sucedida en 1927, relacionó la obra con los dibujos preparatorios de Rafael conservados en Oxford, contradiciendo la tradicional vinculación de dichos estudios a la Resurrección Vaticana, de Perugino.
La obra tuvo un nuevo registro literario veinte años más tarde, en 1946 -tiempo suficiente para que su línea biográfica se perdiera. En ese mismo año, reapareció en un catálogo de Christie's. Entretanto, la obra era analizada por Bernard Berenson, destacado historiador estadounidense, que la atribuyó a un discípulo de Perugino. Cuando la obra fue ofertada en la National Gallery poco tiempo después, la opinión de Berenson, entró en el círculo imperativo londino, lo cual bastaría para que el museo se rehusara a comprarla.

### Adquisición por el MASP
El domingo de Pascua de 1954, la obra fue adquirida por el Museo de Arte de São Paulo. Pietro Maria Bardi y Assis Chateaubriand se encontraban en Nueva York, acompañados de Walther Moreira Salles, cuando fueron interrumpidos por Walter Knoedler, propietario de la Knoedler Gallery. Knoedler presentó la obra como hecha por Rafael, exigiendo un precio sumamente elevado e informando a los interesados que en caso de que rechazaran la oferta dicha obra sería entregada a otro museo que ya la había pedido. Sin conocer la pintura, Bardi puedo verificar la documentación, pero no encontró ninguna información sobre la procedencia del panel. Presionado por Chateaubriand y Moreira Salles, comprometidos para un almuerzo de negocios, analizó la pintura aproximadamente durante una hora.

Estaba completamente cegado. Era la primera vez en mi vida que me enfrentaba a un caso tan repleto de incertidumbre. Pero mi deseo por encontrar una conclusión definitiva brillaba en mis ojos. Procedí, como dicen algunos expertos, por el olfato. Cuando los brasileños se retiraron para almorzar, hice una señal positiva a Assis. La pintura pertenecía al MASP. Moreira Salles fue uno de los donantes.
Pietro Maria Bardi

Ese mismo año se organizó la exposición de la colección del MASP en la Tate Gallery de Londres. Bardi comunicó a los directores sobre la reciente adquisición de la obra, con el objetivo de incluir el cuadro en el programa. Se enfrentó a la resistencia inicial de los londinenses que, convencidos de la atribución de Bernard Berenson, juzgaban la inclusión de la obra con la atribución a Rafael como "algo temerario e imprudente". Con el fin de conciliar las opiniones, se llegó a un acuerdo: se decidió anotar en el catálogo de la muestra que la atribución era responsabilidad del director brasileño del museo, lo que, sin embargo, no impidió que se registrasen duras críticas de los historiadores ingleses.
Tras la compra por el Museo de Arte de São Paulo (MASP) en 1954, Pietro Maria Bardi comenzó a investigar la procedencia de la obra, y consiguió restablecer la línea bibliográfica perdida décadas antes, vinculando de nuevo la obra con los dibujos de Oxford y siguiendo la información de von Bode y van Altena. Su investigación alimentó el debate sobre la atribución de la obra; cierta parte de los estudiosos (Luitpold Dussler, Luisa Beccherucci) pensaban que los dibujos habían servido para ambas resurrecciones, la Kinnaird y la Vaticana. Se llegó a dudar durante su exposición en el Palazzo Reale de Milán que la pintura expuesta fuera la de Rossie Priory.

### Roberto Longhi y la crítica contemporánea
El debate ocasionado por el restablecimiento de las fuentes bibliográficas de la Resurrección Kinnaird no se limitó únicamente a la pintura: la vinculación de los diseños preparatorios de Rafael a la obra de MASP dividió la crítica europea. Parte de los expertos (Dussler, Beccherucci) acreditó que los diseños habían servido de estudios preliminares para las dos resurrecciones (MASP y Vaticano), y la otra parte los asoció exclusivamente a la Resurrección de São Paulo (Longhi, Parker, De Vecchi, entre otros).
La discusión comenzó a tomar nuevos rumbos, pero la atribución de la obra siguió siendo muy controvertida. Los críticos europeos y norteamericanos solo daban crédito a la opinión de Bardi, tras el punto de vista de Roberto Longhi, que en esa época era tenido por uno de los mejores especialistas en Historia del Renacimiento. Durante la exposición del MASP en el Palazzo Reale de Milán, Longhi se acercó a Bardi y le dijo: «Hai comperato un bellissimo Raffaello» (Compraste un hermoso Rafael). En ese momento, la ratificación de Longhi sirvió como un «punto y basta» en la discusión: la atribución fue inmediatamente aceptada por Ragghianti y confirmada por Suida.
El año siguiente, Longhi reiteró la atribución y asoció la obra al mencionado retablo de la capilla Baronci, apoyándose en la semejanza entre las figuras de María Madalena de la Resurrección Kinnaird con la Virgen María del retablo. Su largo ensayo sobre la obra, titulado «Percorso di Raffaello Giovane» aportaría a la pintura cierta consagración. en los años siguientes la atribución a Rafael serñia confirmada por casi la totalidad de la crítica especializada: Parker, Dussler, Forlani Tempesti, De Vecchi, Camesasca, Ferino-Pagden, entre otros.
En 1992, Anna Forlani Tempesti anunció el descubrimiento de un diseño con estudios de una figura de Cristo, hecho por Rafael y connservado en la Biblioteca Oliveriana, en Pesaro, Italia. Con base en la similitud de las composiciones, Forlani Tempesti vinculó los estudios de Rafael con el Cristo de la Resurrección Kinnaird. En 2003, la historiadora Carol Plazzotta, responsable de la retrospectiva de las obras de juventud de Rafael, desde la National Gallery de Londres, viajó a São Paulo para inspeccionar el panel del MASP. En opinión de Plazzota:

Esta bella pintura, aquí se acepta como un trabajo de Rafael, sin embargo, para lograr la aceptación universal en la literatura académica, en especial porque raramente ha sido vista, y ha permanecido en lugares remotos durante toda su historia. El descubrimiento de estudios y bosquejos afirman que la obra fue realizada por el joven artista.
Carol Plazzotta

## Procedencia
La Resurrección de Cristo probablemente se integró en la colección de Gioacchino Mignanelli, miembro de una importante familia de Siena y, en opinión de Suida, primer propietario de la obra de Rafael. La ubicación de la obra en el período anterior al siglo XIX es desconocida. En 1880, quedó registrada en la colección de Lord Kinnaird, a quien debe su título alternativo, Resurrección Kinnaird, en Rossie Priory, en el condado escocés de Perthshire.
En 1946 quedó registrada en un catálogo de Christie's, siendo vendida en este mismo año a un coleccionista privado. En 1954, Walter Knoedler, propietario de la Knoedler Gallery, recibió el encargo de vender nuevamente la obra a petición de un anónimo. Fue adquirida por el Museo de Arte de São Paulo (MASP) en ese mismo año, con fondos prestados por varios donantes (Walther Moreira Salles, Ciccillo Matarazzo, Diários y Emissoras Associados, Gastão Vidigal Filho, etc).

## Exposiciones

### Exposición itinerante del MASP
La Resurrección Kinnaird formó parte de una exposición itinerante de obras del MASP que, entre 1954 y 1957, viajó por museos europeos y norteamericanos. Fue expuesta en la Tate Gallery de Londres, en el Palacio Real de Milán, en el Museo de la Orangerie en París y en el Kunsthalle Museum de Düsseldorf. En los Estados Unidos, fue vista en el Museo Metropolitano de Arte de Nueva York y en el Museo Toledo de Arte, en Ohio. En 1987, participó en un ciclo de exposiciones en los Museos de Milán, Martigny y Berlín.

### Exposición en la National Gallery
De octubre de 2004 a enero de 2005, la National Gallery de Londres presentó 81 pinturas del artista en una muestra abierta al público llamada «Rafael, de Urbino a Roma». La muestra reunió obras destacadas de Rafael Sanzio entre las que se encontraban La resurrección de Cristo, Los desposorios de la Virgen, Virgen con el Niño entronizados y santos y la Madona Connestabile. Carol Plazzotta comentó: 

Es magnífico reunir una exposición monográfica de Rafael, Y, además, ésta es la primera en mostrar a Rafael de forma tan amplia, con dibujos y pinturas, fuera de Italia"
Carol Plazzotta.

Hasta el momento «Rafael, de Urbino a Roma» es la muestra más importante de las obras del pintor florentino.